# خواب جینی را می‌بینم
خواب جینی را می‌بینم (به انگلیسی: I Dream of Jeannie) یک سریال تلویزیونی کمدی در ایالات متحده آمریکا است که در دهه ۱۹۶۰ و ۱۹۷۰ ساخته شده‌ است. این سریال نخستین بار در ۱۸ سپتامبر ۱۹۶۵ پخش شد و ۱۳۹ قسمت از آن ساخته گردید. این سریال تلویزیونی که از شبکه ان بی سی آمریکا پخش می‌شد تا کنون در دهها فیلم و سریال دیگر نام برده شده، و از پر بیننده‌ترین فیلم‌های تلویریونی آمریکا محسوب می‌گردد.
سازنده این اثر سیدنی شلدون است، و سریال در مورد ماجراهای یک فضانورد ناسا و یک پری چراغ جادو (همسر او) است.

## داستان
داستان از آنجا آغاز می‌شود که تونی نلسون (به بازیگری لری هگمن)، افسر نیروی هوایی آمریکا و فضانورد ناسا برای پرتاب به مدار زمین با یک موشک راهی مدار زمین می‌شود، اما در حین ماموریت دچار سانحه شده و مجبور به فرود اضطراری می‌گردد. سفینه او در یک جزیره دورافتادهٔ عاری از سکنه فرود می‌آید و او تصادفاً با یک چراغ کهنه جادویی برخورد می‌کند. پس از مالیدن چراغ جادو، یک پری جادویی (غول چراغ جادو) از آن خارج شده و مکالمه‌ای به زبان فارسی از طرف پری آغاز می‌گردد. پری (به بازیگری باربارا ایدن) از اینکه فضانورد او را پس از ۲۰۰۰ سال از چراغ جادو آزاد گردانیده خرسند است و خود را تا ابد گوش‌به‌فرمان تونی اعلام می‌کند:
شکلت مثل سیمای دلیر خلیفه است!
مکالمهٔ یک طرفهٔ انگلیس-فارسی ادامه می‌یابد تا اینکه فضانورد (تونی) از او درخواست می‌کند تا به انگلیسی سخن گوید. پری چراغ جادو با عبارت «یا شاه پریان!» مکالمه خود را به انگلیسی تغییر می‌دهد. گروه نجاتِ ناسا تونی را می‌یابد، و آنها به آمریکا باز می‌گردند.
نام این پری «جینی» است. جینی در واقع یک جن است و نام وی Jeannie در حقیقت تغییر یافتهٔ Genie (به معنای جن) می‌باشد.
تونی رفته رفته دلباختهٔ او می‌شود و عاشق جینی می‌گردد.
جینی خواهری دارد که او نیز همانند وی یک جن است اما هنوز در بغداد زندگی می‌کند. مادر جینی نیز گاهی به آنها سر می‌زند، و هر قسمت از سریال یک داستان جداگانه است.
تونی و جینی نهایتاً با یکدیگر ازدواج کرده، اما راز پری بودن جینی از همکاران تونی در ناسا (به غیر از دوست صمیمی‌اش) همواره مخفی می‌ماند.

## بازیگران و شخصیت‌ها
| باربارا ادن                                                       | جینی                 | اصلی            | اصلی            | اصلی            | اصلی            | اصلی              |
| لری هگمن                                                          | سرگرد آنتونی نلسون   | اصلی            | اصلی            | اصلی            | اصلی            | اصلی              |
| بیل دیلی                                                          | سرگرد راجر هیلی      | اصلی            | اصلی            | اصلی            | اصلی            | اصلی              |
| هیدن رورک                                                         | دکتر آلفرد بلوز      | اصلی            | اصلی            | اصلی            | اصلی            | اصلی              |
| بارتون مک‌لین                                                      | ژنرال مارتین پیترسون | دوره‌ای          | دوره‌ای          | مهمان           | دوره‌ای          | فیلم‌های آرشیو شده |
| املین هنری                                                        | آماندا بلوز          | Does not appear | دوره‌ای          | دوره‌ای          | دوره‌ای          | دوره‌ای            |
| وینتون هیورث                                                      | ژنرال وینفیلد شیفر   | Does not appear | Does not appear | Does not appear | دوره‌ای          | دوره‌ای            |
| باربارا ادن                                                       | خواهر جینی           | Does not appear | Does not appear | دوره‌ای          | دوره‌ای          | Does not appear   |
| فلورنس سانستروم (فصل ۱) ، لورن تاتل (فصل ۱) و باربارا ادن (فصل ۴) | مادر جینی            | فرعی            | Does not appear | Does not appear | فرعی            | Does not appear   |
| آبراهام سوفائر                                                    | حاجی                 | Does not appear | فرعی            | مهمان           | Does not appear | Does not appear   |
| رتا شا                                                            | کلنل اَبیگِیل فینچ     | Does not appear | Does not appear | Does not appear | فرعی            | Does not appear   |

## موارد متفرقه

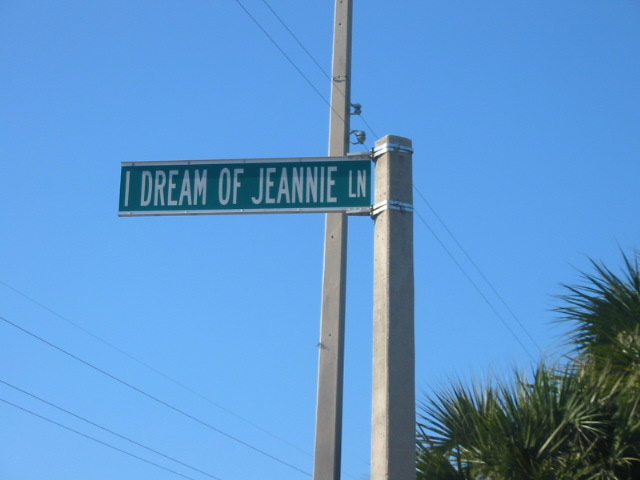
نام یک خیابان در فلوریدا به افتخار این سریال نامگذاری شده.

- آغاز نخستین قسمت سریال مصادف بود با سفر اخیر محمدرضاشاه پهلوی و فرح دیبا به آمریکا نزد جان اف کندی.[۳] این سفر روابط ایران و آمریکا را بسیار دوستانه کرد.
- لری هگمن بعدها در سریال تلویزیونی دالاس (Dallas) نیز نقش اساسی ایفا کرد.
- دو فیلم سینمایی I Still Dream of Jeannie و I Dream of Jeannie: 15 Years Later از روی این سریال ساخته شدند.
- فصل اول سریال به سبک سیاه و سفید درست شد. بعده‌ها آن را رنگی کردند.